# Coupe de France 1924/25
Der Wettbewerb um die Coupe de France in der Saison 1924/25 war die achte Ausspielung des französischen Fußballpokals für Männermannschaften. In diesem Jahr meldeten 326 Vereine.
Titelverteidiger war Olympique Marseille, der diesmal allerdings das Viertelfinale nicht überstand.
Gewinner der Trophäe wurde der Club Athlétique des Sports Généraux Paris, bis kurz nach dem Weltkrieg noch Betriebssportverein der Großbank Société Générale. Dies war nach 1919 der zweite Pokalsieg der „banquiers“ bei ihrer zweiten Finalteilnahme. Für Gegner FC Rouen war es der erste Auftritt auf der wichtigsten Bühne des französischen Fußballs – die wichtigste deshalb, weil es eine einheitliche, landesweite Meisterschaft vor 1932 noch nicht gab und die Gewinner der Coupe de France jener Jahre von den Zeitgenossen häufig als Champions de France bezeichnet wurden. Weder Rouen noch CASG erreichten nach dieser Austragung – jedenfalls bis 2010 – nochmals ein Pokalfinale.
Nach den von den regionalen Untergliederungen des Landesverbands FFF organisierten Qualifikationsrunden wurden bis einschließlich des Sechzehntelfinales die Spielpaarungen von der Pokalkommission festgesetzt, wobei Fragen der Reisedistanzen im großflächigen Frankreich ebenso eine Rolle spielten wie die Qualität der an den jeweiligen Orten vorhandenen Spielstätten und der Infrastruktur. Dabei wurde auch das Heimrecht bzw. im Einzelfall ein zwischen beiden Kontrahenten gelegener Spielort festgelegt. Ab dem Achtelfinale wurden die Paarungen frei ausgelost, und die Partien fanden auf neutralem Platz statt. Endete eine Begegnung nach Verlängerung unentschieden, wurden solange Wiederholungsspiele ausgetragen, bis ein Sieger feststand.

## Zweiunddreißigstelfinale
Spiele am 7., Wiederholungsmatches am 28. Dezember 1924.
| - Olympique Paris – AS Cheminots Rennes 2:1 - FC Sotteville – Stade Français Paris 0:1 - US Suisse Paris – FC Bischwiller 07 4:2 - US Quevilly – CA Vitry 2:0 - Stade Rennes – USA Clichy 3:0 - Stade Bordeaux UC – Stade Raphaëlois 4:1 - Racing Roubaix – SO de l’Est 5:2 - Excelsior Club Tourcoing – Racing Club Rouen 1:2 - Red Star AC Paris – SC Douai 3:1 - US Pont-de-Chéruy – SC Nîmes 0:8 - US Lunéville – SC Red Star Strasbourg 0: 3 - US Cognac – SO Montpellier 1:2 - Stade Saint-Brieuc – Drapeau Fougères 3:2 - RC Strasbourg – FC Lyon 3:0 - AS Strasbourg – AS Valentigney 3:0 - CA Paris – FC Rouen 0:1 (a), 0:2 | - Racing Club de France – US Boulogne 1:4 - Olympique Antibes – SC La Bastidienne Bordeaux 0:1 - US Belfort – La Sportive Thionville 4:2 - RC Arras – FEC Levallois 2:0 - CASG Paris – SC Choisy-le-Roi 2:0 - Standard AC Paris – AC Amiens 2:0 (a), 1:4 - AS Brest – Stade Lesneven 2:1 - Racing Calais – FC Dieppe 1:0 - AS Cannes – UC Vergèze 8:1 - AF La Garenne-Colombes – US Saint-Servan 2:0 - ES Juvisy – Le Havre AC 1:4 - Stade Le Havre – US Tourcoing 1:0 - Lyon OU – Gallia Club Lunel 1:3 - Olympique Marseille – Section Burdigalienne Bordeaux 7:0 - CA Metz – Stade Roubaix 1:0 - FC Cette – Bagnères-Luchon Sports 4:1 |

## Sechzehntelfinale
Spiele am 11., Wiederholungsmatch am 25. Januar 1925
| - Olympique Paris – AS Cannes 1:0 - Stade Français Paris – US Quevilly 3:0 - Racing Club Rouen – Racing Roubaix 0:1 - SC Nîmes – AS Strasbourg 1:0 - SC Red Star Strasbourg – AF La Garenne-Colombes 0: 2 - SO Montpellier – Stade Bordeaux UC 1:4 - Stade Saint-Brieuc – Red Star AC Paris 2:3 - US Boulogne – RC Strasbourg 3:1 | - SC La Bastidienne Bordeaux – Olympique Marseille 0:1 - CASG Paris – AS Brest 3:1 - Racing Calais – FC Rouen 2:2 n. V., 0:3 - Le Havre AC – RC Arras 1:0 - Stade Le Havre – Stade Rennes 2:1 - Gallia Club Lunel – US Suisse Paris 2:3 - CA Metz – AC Amiens 1:3 - FC Cette – US Belfort 5:0 |

## Achtelfinale
Spiele am 1. Februar 1925
| - Olympique Paris – Stade Bordeaux UC 1:0 - Stade Français Paris – Racing Roubaix 3:2 - AF La Garenne-Colombes – Red Star AC Paris 1:0 - Olympique Marseille – US Suisse Paris 1:0 | - CASG Paris – US Boulogne 2:1 - FC Rouen – Stade Le Havre 2:0 - AC Amiens – SC Nîmes 1:0 - FC Cette – Le Havre AC 3:2 n. V. |

## Viertelfinale
Spiele am 1. März 1925
| - Olympique Paris – Olympique Marseille 1:0 - Stade Français Paris – FC Rouen 1:2 | - CASG Paris – AF La Garenne-Colombes 2:0 - FC Cette – AC Amiens 1:0 |

## Halbfinale
Spiele am 5. April 1925
| - Olympique Paris – FC Rouen 1:2 n. V. | - CASG Paris – FC Cette 1:0 |

## Finale

### 1. Endspiel
Spiel am 26. April 1925 im Stade de Colombes in Colombes vor 20.000 Zuschauern
- CASG Paris – FC Rouen 1:1 n. V. (1:1, 0:1)

#### Mannschaftsaufstellungen
Auswechslungen waren damals nicht möglich; die wenigsten Mannschaften in Frankreich besaßen zu dieser Zeit schon einen festen Trainer.
CASG Paris: Alphonse Jou – Pierre Liénert , Gollet – Raoul Marion, Marcel Marquet, Georges Clugnet – Jean Barville, André Caillet, Jaroslav Soïka, Henri Tissot, Auger
FC Rouen: William Barnes – Jules Rault, Jacques Canthelou – Charles Witty, André Hérubel, André Blaizot  – André Renault, André Burel, Marcel Boulanger, Alexandre Halotel, Félix Pozo
Schiedsrichter: Marcel Slawick (Paris)

#### Tore
0:1 Boulanger (3.)

1:1 Auger (70.)

### Wiederholungsspiel
Spiel am 10. Mai 1925 im Stade de Colombes in Colombes vor 18.000 Zuschauern
- CASG Paris – FC Rouen 3:2 (2:2)

#### Mannschaftsaufstellungen
CASG Paris: Alphonse Jou – Pierre Liénert , Gollet – Raoul Marion, Marcel Marquet, Georges Clugnet – Jean Barville, André Caillet, Jaroslav Soïka, Henri Tissot, Auger
FC Rouen: William Barnes – Jules Rault, Jacques Canthelou – Charles Witty, André Hérubel, André Blaizot  – André Renault, André Burel, Marcel Boulanger, Alexandre Halotel, Félix Pozo
Schiedsrichter: Marcel Slawick (Paris)

#### Tore
1:0 Soïka (3.)

1:1 Boulanger (11.)

2:1 Barville (15.)

2:2 Boulanger (20.)

3:2 Liénert (58., per Elfmeter)

### Besondere Vorkommnisse
Für Schiedsrichter Slawick waren dies nach 1921 bereits sein zweites und drittes Endspiel.
Von der Mannschaft, die 1919 für CASG den Pokal gewonnen hatte, war in den beiden Finales dieses Jahres kein einziger Spieler mehr dabei.
Es war das erste, aber nicht das letzte Mal, dass ein Finale wiederholt werden musste. Bis zur Einführung eines Elfmeterschießens zur Gewinnerermittlung (1982 wegen der Weltmeisterschaftsendrunde ursprünglich nur als Ausnahme vorgesehen) sollte dies insgesamt in vier weiteren Endspielen notwendig werden, nämlich 1943, 1959, 1963 und 1965. Nach 1982 gab es dann noch fünf Finals (1988, 1997, 2001, 2007 und 2019), in denen ein Elfmeterschießen erforderlich war. (Stand: bis einschließlich der Saison 2018/19)